# 睡眠

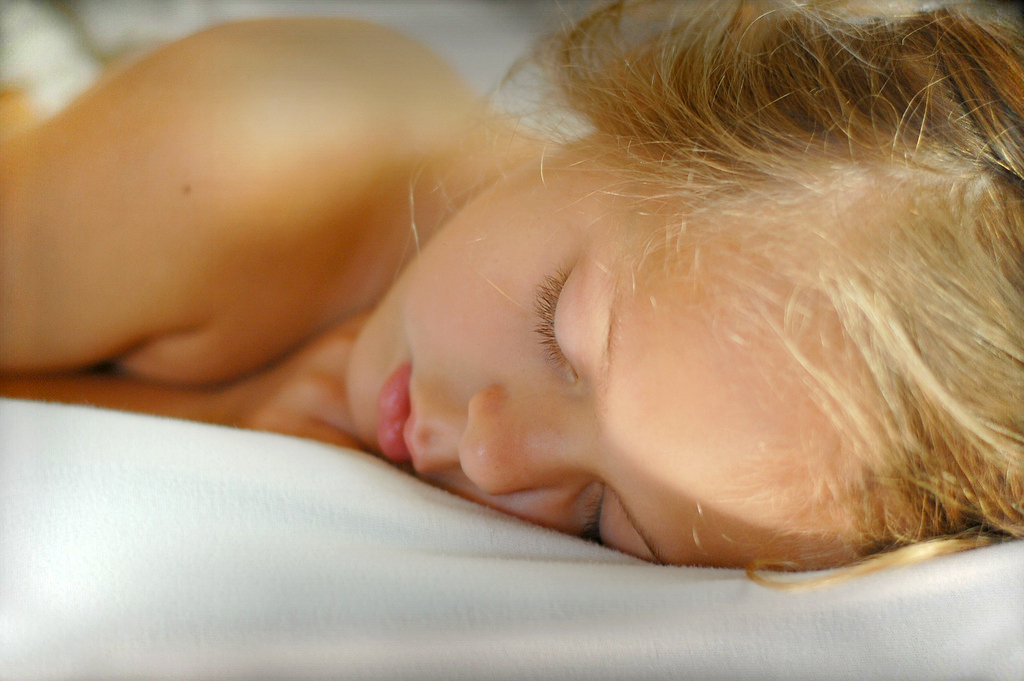
睡眠与肌肉松弛和对环境刺激的感知减弱有关。

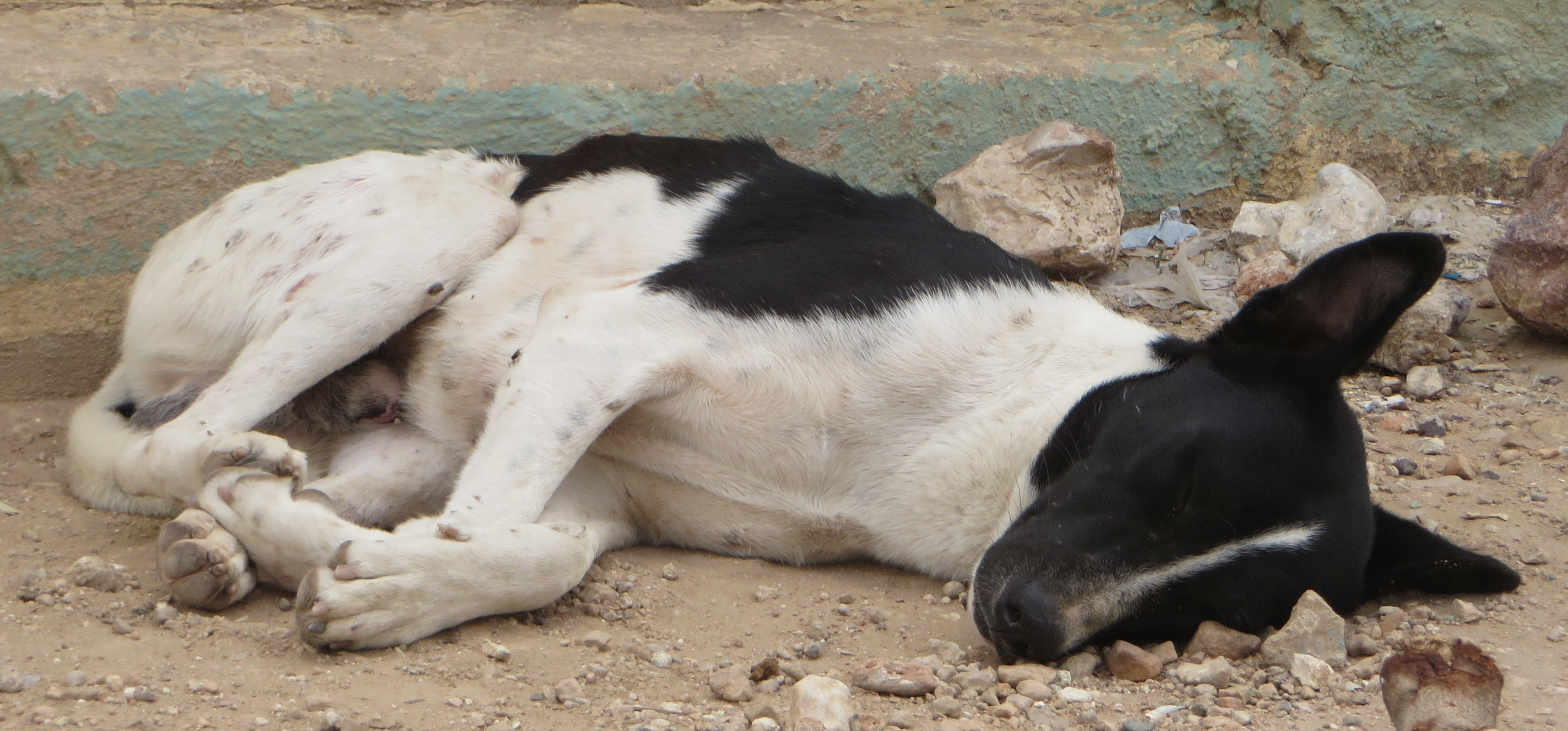
在街上睡眠中的狗

睡眠，是自然恢复的心智和身体状态，其特征是意识改变，相对抑制的感觉活动，肌肉活动减少以及快速動眼睡眠几乎所有骨骼肌受到抑制，以及与周围环境的互动减少。睡眠与清醒的区别在于对刺激做出反应的能力降低，但比昏迷或意識障礙更具反应性，且表現出截然不同的活跃大脑模式。人造光的出現極大地改變了工業化國家的睡眠時間。 

## 睡眠的定義
在1972年，一位法國的神經精神科醫師Christian Guilleminault認為睡眠只是身體內部需要的反映，感官活動及身體的物理運動在睡眠時會停止，但若給予合適刺激便可使其醒來。現代醫學界則普遍認為睡眠是一種主動過程，目的是為恢復精力而作出合適的休息，由專責睡眠及覺醒的中樞神經管理。在睡眠時人腦並沒有停止工作，只是換了模式，使身體可以更有效儲存所需的能量，並補充精神和體力。睡眠亦是最好的休息方法，既能保持身體健康和補充體力，亦可提高工作能力。

## 睡眠的特征
睡眠的特征包括：减少主动的身体运动，对外界刺激反应减弱，增强同化作用（生产细胞结构），以及降低异化作用水平（分解细胞结构）。和昏迷不同，睡眠比较容易被打断，回到清醒状态。从睡眠中醒过来是一种保护机制，也是健康和生存的必须。
但這種睡眠方式還有許多其他方面，包括身體的虛擬麻痺。睡眠的一個眾所周知的特徵是夢，這種經歷通常以敘事形式進行，類似於在進行中的清醒生活，但通常可以在以後被區分為幻想。
內部昼夜节律会每天晚上都會促進睡眠。睡眠的各種目的和機制是正在進行的大量研究的主題。睡眠是動物進化過程中高度保守的行為。

## 理想睡眠
人类的睡眠需求因年龄和个体而异。当白天没有嗜睡症或睡眠障碍时，睡眠被认为是足够的。  此外，自我报告的睡眠持续时间仅与活动记录仪测量的实际睡眠时间中度相关。而那些受睡眠障碍影响的人通常可能报告睡八个小时，但实际只睡了四个小时。
睡眠要良好，不要持續孤獨。

## 睡眠周期
睡眠發生在重複週期中，在此期間，身體在兩種不同的模式之間交替：快速動眼睡眠和非快速動眼睡眠。交替的 NREM 和 REM 睡眠的睡眠周期平均需要 90 分钟，在良好的夜间睡眠中发生 4-6 次。 

### 快速動眼睡眠
非快速眼动睡眠首先发生，过渡期后称为慢波睡眠或深度睡眠。在这个阶段，体温和心率下降，大脑消耗的能量减少。 REM睡眠，占总睡眠时间的一小部分。它是梦（或噩梦）的主要场合，与不同步和快速的脑电波，眼球运动，肌肉张力丧失  和体内平衡暂停有关。 

### 非快速動眼睡眠
美国睡眠医学会（AASM）将NREM分为三个阶段：N1，N2和N3，其中最后一个阶段也称为delta睡眠或慢波睡眠。  整个周期通常按顺序进行：N1 → N2 → N3 → N2 → REM。 当一个人从深度睡眠返回第 2 阶段或第 1 阶段时，就会发生快速眼动睡眠。  晚上早些时候的深度睡眠（N3期）更多，而REM睡眠的比例在自然清醒前的两个周期中增加。

## 夢
如果一個人覺得他們沒有做夢或者一個夜晚中只做了一個夢，這是因為他們關於那些夢的記憶已經消失了。這種「記憶抹除」的情況通常發生在一個人是自然緩和地從快速動眼睡眠階段經過慢波睡眠期而進入清醒狀態。如果一個人直接從快速動眼睡眠期中被叫醒的話（比如說被鬧鐘叫醒），他們就比較可能會記得那段快速動眼期所做的夢境(不過並非所有發生在快速動眼期的夢都會被記得，因為每個快速動眼期之間會插入慢波睡眠期，而那會導致前一個夢的記憶消失)。

## 清醒
清醒可能意味着睡眠的结束，或者只是在重新入睡之前检查环境并重新调整身体姿势的片刻。睡眠者通常在快速動眼睡眠结束后不久或有时在快速動眼睡眠期间醒来。 内部昼夜节律指标以及稳态睡眠需求的减少，通常会导致睡眠周期的结束。清醒涉及大脑中电激活的高度，从丘脑开始并扩散到整个皮层。
一项研究发现，前 90 分钟睡眠周期的清醒时间为 3%，第二个睡眠周期为 8%，第三个睡眠周期为 10%，第四个睡眠周期为 12%，第五个睡眠周期为 13-14%。大部分清醒时间发生在快速眼动睡眠后不久。
如今许多人都会被闹钟叫醒。 然而，人们也可以在特定的时间可靠地唤醒自己而不依赖闹钟。 许多人在工作日和休息日的睡眠方式完全不同，这种习惯可能导致慢性昼夜节律睡眠障碍。 许多人经常在睡前看电视和其他屏幕，这一因素可能会加剧昼夜节律周期的中断。关于睡眠的科学研究表明，清醒时的睡眠阶段是放大睡眠惯性的重要因素。

## 睡眠障礙
睡眠障礙是人們最常遇到的生理問題之一，代表一個人過度謹慎而感到不安全。主要可分為失眠、發作性嗜睡病、特发性嗜睡症、睡醒週期失調、睡眠呼吸暫停、睡眠相位后移症候群、夜驚、夢遊和昼夜节律睡眠障碍。睡眠障碍者应根据医师处方，服用治疗失眠的药物以改善睡眠质量。
任何會壓迫到胸腔呼吸時所作之擴張收縮運動的睡姿，都有可能造成睡眠時呼吸中止的症狀而導致半夜驚醒及惡夢。
太過緊身的衣物及隆胸，也可能造成相同的情況。

## 睡眠影响

### 睡眠的好處
睡眠期間，人體大多數系統處於合成代謝狀態，有助於恢復免疫，神經，骨骼和肌肉系統。睡眠也是維持情緒，記憶和認知功能的重要過程，在內分泌系統和免疫系統的功能中起著重要作用。
普遍認為睡眠能幫助恢復體力、腦力和精神，並能舒緩壓力，增強学习能力，從而保持身體健康。研究發現，睡眠時腦部的神經膠質細胞，把可能導致失智症與其他神經退化性疾病的β淀粉样蛋白(β淀粉样蛋白已被證實實驗造假與失智症無關)搬回體循環代謝並排除體外。

### 過度睡眠的壞處
在一次大样本的调查中，调查人员发现長期過度的睡眠（超過9小時）會影響智力、提高糖尿病、心臟病、阿茲海默症、憂鬱症、不孕的機率。
此外根据英国基尔大学联合利兹大学、曼彻斯特大学和东安格利亚大学的研究成果，平均每晚睡眠10小时的人，与平均每晚睡眠8小时的人相比，早死的危险增加30%。每天躺在床上蒙头大睡超过10个小时，死于中风的危险增加56%，死于心血管疾病的危险增加49%。

### 缺乏睡眠的壞處
人們若欠缺適量的睡眠，將有可能導致一些後遺症，如白天嗜睡、情緒不穩定、憂鬱、壓力、焦慮、免疫力降低、判斷力減退、失去邏輯思考力、工作效率下降等。而現代生活中，都市人大多工作繁忙，因此較常出現以上的問題。反之，在鄉下的人則能較輕鬆生活，並獲得適量的睡眠，因此較少出現上述問題。
睡眠的不足，會影響理性控制與成癮復發，也讓中高年齡有加倍中風或心臟病的可能。

## 世界睡眠日
國際精神衛生和神經科學基金會為了引起人們對睡眠重要性和睡眠品質的關注在每年春季的第一天——3月21日主辦了「世界睡眠日」。
「世界睡眠日」選定在每年的3月21日是有特別意義的，因為這天是春季的第一天，因為週期性的季節變換和睡眠的晝夜交替規律都密切影響人們的生活。

## 睡眠与死亡
汉语中忌讳直接说“死”，有用“长眠”形容死亡。人若缺少睡眠，神经系统就会出现紊乱，内分泌系统和精神活动都会出现障碍，甚至死亡。保持七至八小时的睡眠的人，其死亡率低于其他人。工作强度大，长时間睡眠不足易导致过劳死。

## 有關睡眠的傳說
巫覡宗教認為、直至現在仍有不少人相信，在睡眠時人的靈魂會暫時離開身體。

## 相關
- 依睡眠時的穿著區分：
裸睡、睡衣
- 依睡眠時的姿勢區分（睡姿）：
仰睡、趴睡、側睡
- 依睡眠時的時間區分：
午睡、夜寢

## 延伸阅读
[在维基数据编辑]
 《欽定古今圖書集成·明倫彙編·人事典·睡部》，出自陈梦雷《古今圖書集成》